# Zevenmijlslaarzen

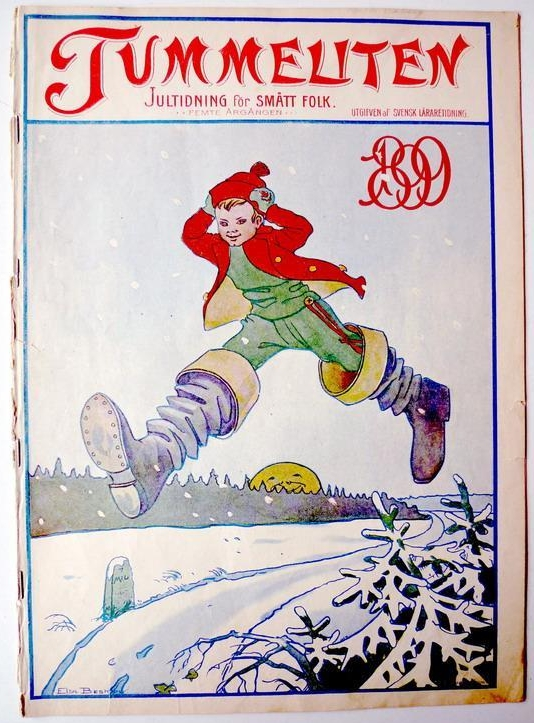
Omslag van Tummeliten uit 1899

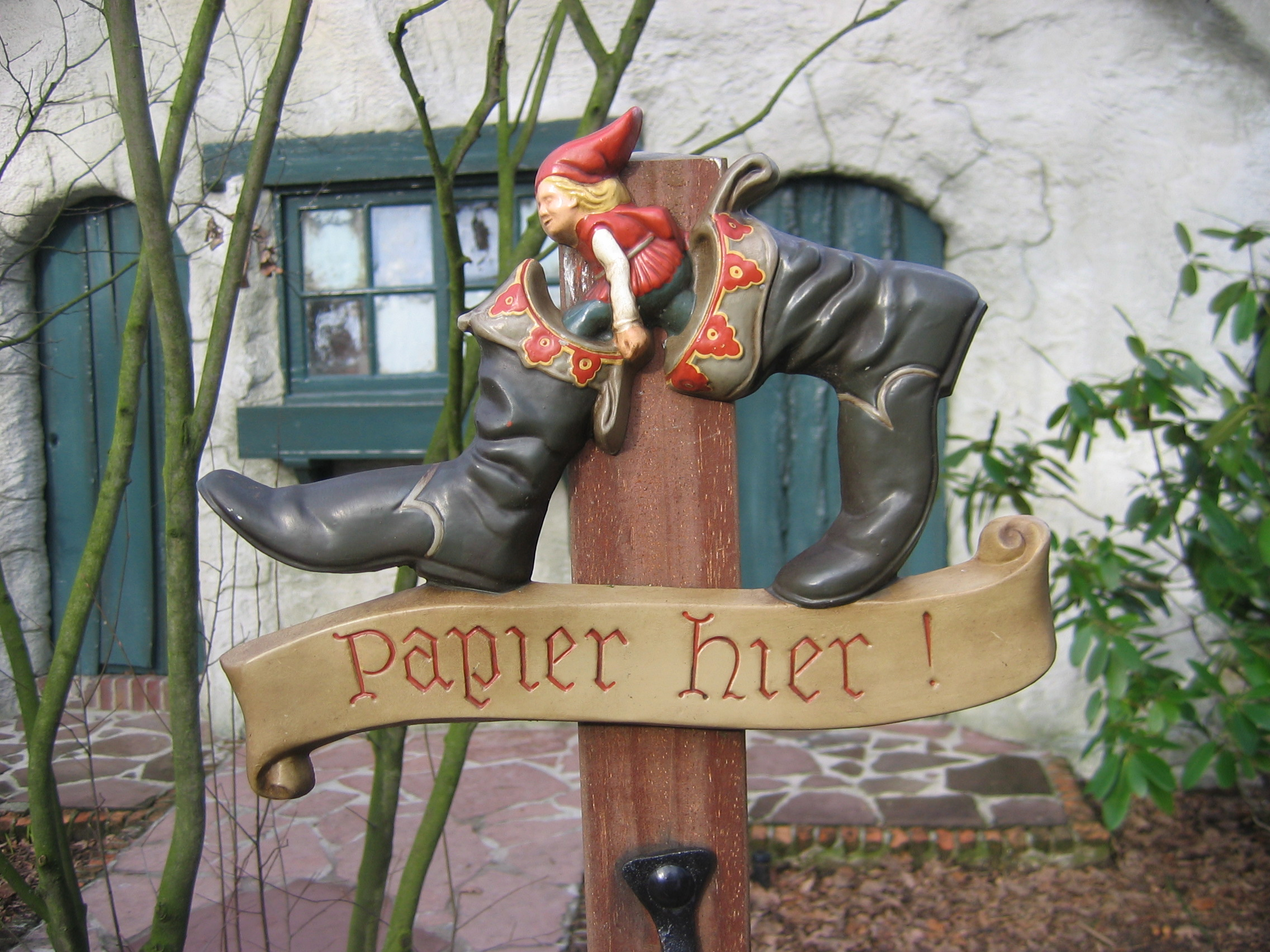
Bord bij een prullenbak in de Efteling

Zevenmijlslaarzen komen voor in sprookjes. Met deze laarzen kunnen enorme afstanden worden afgelegd, of komt men op de plek waar men wil door dit te wensen.
Zevenmijlslaarzen komen in vele verhalen voor, bijvoorbeeld in
- Klein Duimpje
- Vrijer Roland
- De koning van de gouden berg
- De gelaarsde kat
- Peter Schlemihls wundersame Geschichte van Adelbert von Chamisso

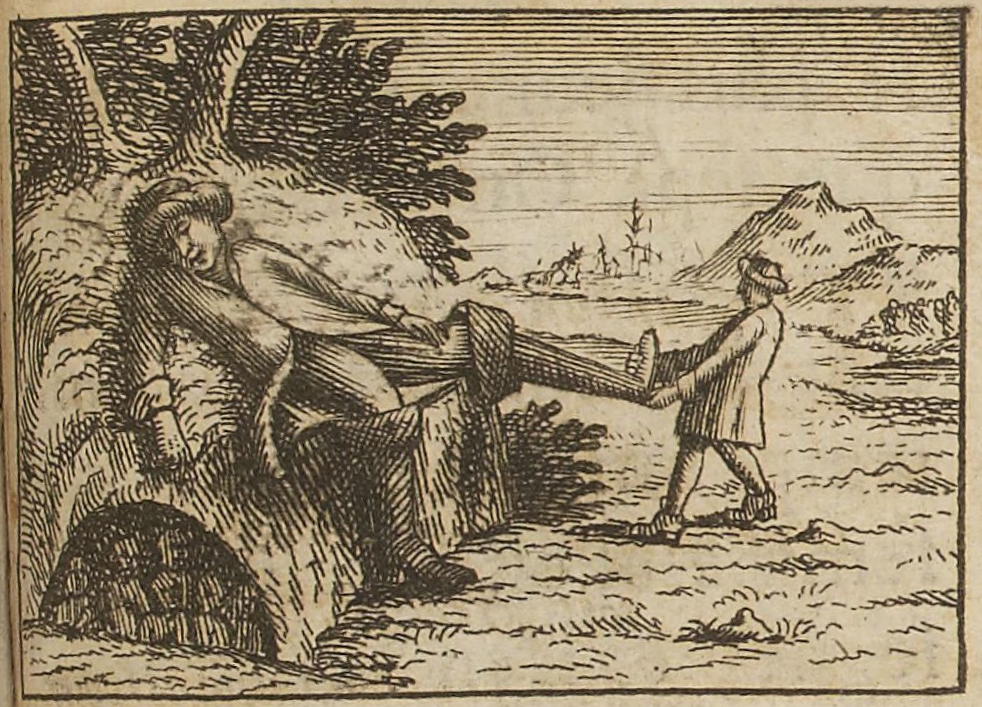
Klein Duimpje pakt de zevenmijlslaarzen van de reus, afbeelding uit 1697.

- Enkele versies van Doornroosje

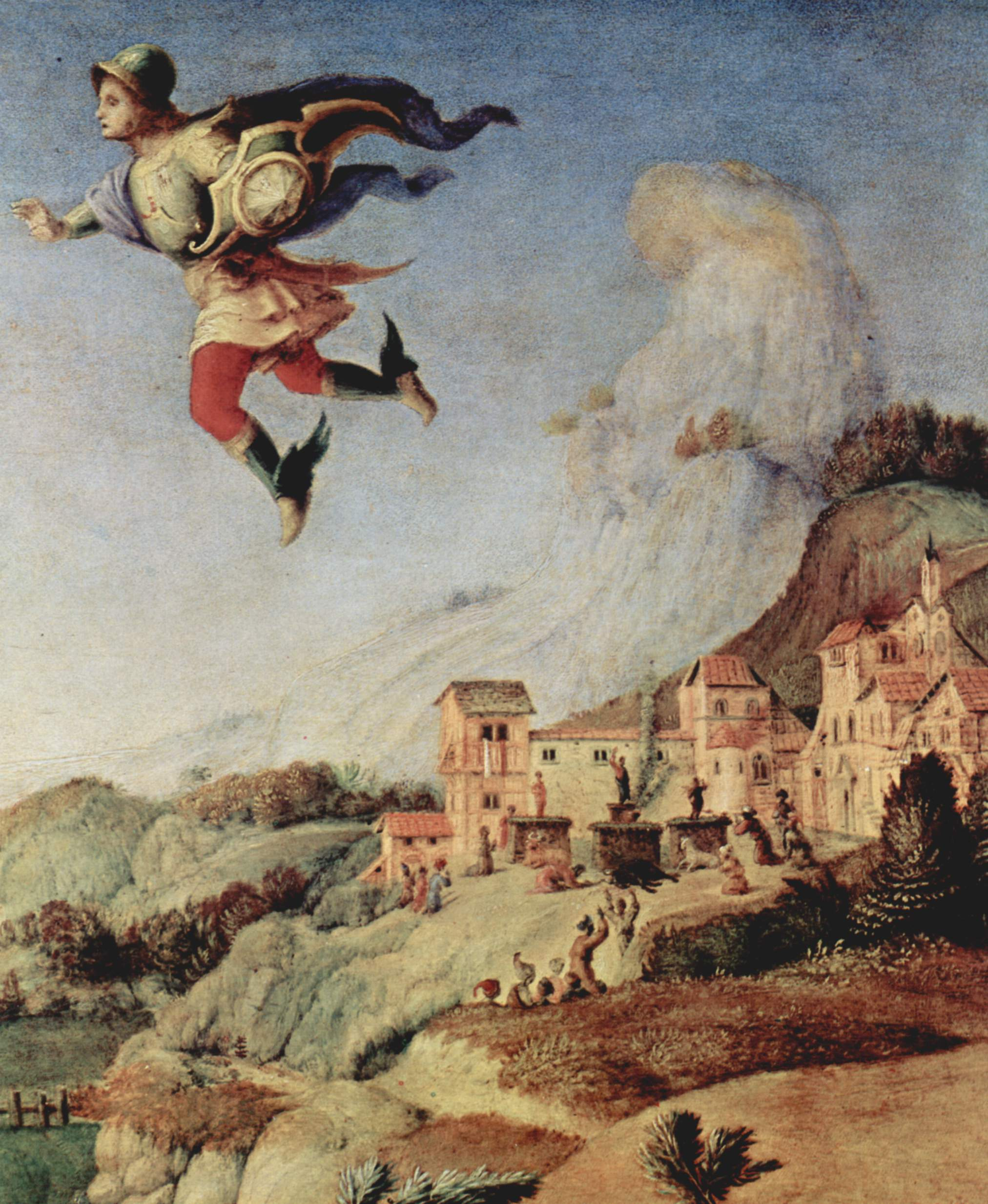
De sandalen van Perseus, ca. 1513
Hermes
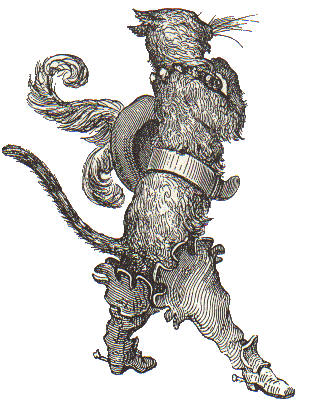
De gelaarsde kat in zevenmijlslaarzen

## Waterlaarzen
- In De Tondeldoos worden waterlaarzen gebruikt.